# Sam Gamgee
Sam Gamgee je lik iz Gospodara Prstenova. Pravo ime mu je Samwise Gamgee, a poslije je postao poznat kao Samwise Vrtlar (engl. Samwise Gardner)
Dolazi iz Shire-a i Hobit je. Vrtlar je Froda Bagginsa. Rođen je 6. travnja 2980. Trećega doba, a umro 61. g. Četvrtoga doba. Živio je u Broj 3 Bagshot Row, kasnije Bag End. Roditelji su mu bili Hamfast Gamgee i Bell Goodchild. Imao je 2 brata Hamsona i Halfreda i 3 sestre Daisy, May i Marigold. Oženio je Ružicu Pamuković 1. svibnja 3020. Trećega doba.  u koju je dugo bio zaljubljen. Imali su šestero kćeri: Elanor, Rose, Goldilocks, Daisy, Primose i Ruby, te sedmero sinova: Frodo Vrtlar, Merry, Pippin, Hamfast, Bilbo, Robin, Tolman. Gandalf ga je natjerao da prati Froda do Rivendella, a Sam ga je pratio i poslije toga. Kod Amon Hena, kada je Frodo napustio družinu da razmišlja u samoći, Sam je bio jedini koji je razumio što njegov gospodar kani učiniti. Znao je da će Frodo krenuti prema Mordoru i to sam te ga je sustigao i krenuo s njime i pratio ga je sve do Mordora i uništenja Saurona. Bio je sumnjiv prema Smeagolu. U Ithilienu je ugledao Mumakila, što mu je bila životna želja. Faramiru je otkrio da Frodo nosi prsten. Kod Cirith Ungola je uspio raniti Shelob, no misleći da je Frodo mrtav napustio ga je. Uzeo je prsten te ubrzo shvatio da je Frodo živ no Orci su ga odnijeli u kulu Cirith Ungola. Orci su se međusobno pobili i Sam je oslobodio Froda. Prerušeni su krenuli prema Kletoj Gori. Tu je Gollum odgrizao prst i prsten s Frodove ruke i Sauron je bio uništen. Tijekom putovanja on i Frodo postali su najbolji prijatelji. Nakon povratka u Shire postao je glavni savjetnik kralju Elessaru u Sjevernom Kraljevstvu. Nakon smrti žene otišao je u Sive luke i otpolovio u Neumiruće zemlje da ponovno sretne Froda koji je već prije otišao.